# Académie Ryonggok
L'académie Ryonggok se trouve dans l'arrondissement de Mangyongdae à Pyongyang en Corée du Nord. C'est une école et un sanctuaire confucéen, une seowon. Elle est classée trésor national n° 14
Construit en 1656, le sanctuaire est situé sur les pentes du mont Ryonggak à une dizaine de kilomètres de Pyongyang. Endommagé par le feu au début des années 1710, il a été reconstruit en 1713. Le sanctuaire apparait dans le film Ten Zan: La mission ultime.